# Somorgujo (cuento de Haruki Murakami)
Somorgujo. Cuento de Haruki Murakami, incluido en el libro Sauce ciego, mujer dormida y publicado en 1983. El título original de la novela en japonés es "Kaitsuburi" (かいつぶり).

## Trama
Se trata de una narración ciertamente onírica en la cual un hombre recorre un laberíntico edificio hasta que llega a una puerta donde debe reclamar un trabajo que le ha sido otorgado. Una vez que llama un guardián le impide el acceso aduciendo una contraseña de la que no sabía nada. Se establece una discusión sobre esta contraseña hasta que de algún modo reclama su resolución coincidente con el título de la obra.  El supuesto trabajo podría parecer ocupar el puesto de guardián de acceso.